# Université de Wageningue
L'université de Wageningue (en néerlandais : Wageningen Universiteit en Researchcentrum, WUR) est une université néerlandaise située à Wageningue, dans le centre des Pays-Bas. Elle est axée sur les études des sciences de la vie, de sociologie, de relations commerciales et de ressources naturelles, pour lesquelles elle est réputée.

## Présentation
L'université abrite notamment l'insitut Alterra destiné à la recherche multidisciplinaire sur l'environnement artificialisé et anthropisé (environnement rural, écologie urbaine, espaces verts, trames vertes).

## Galerie

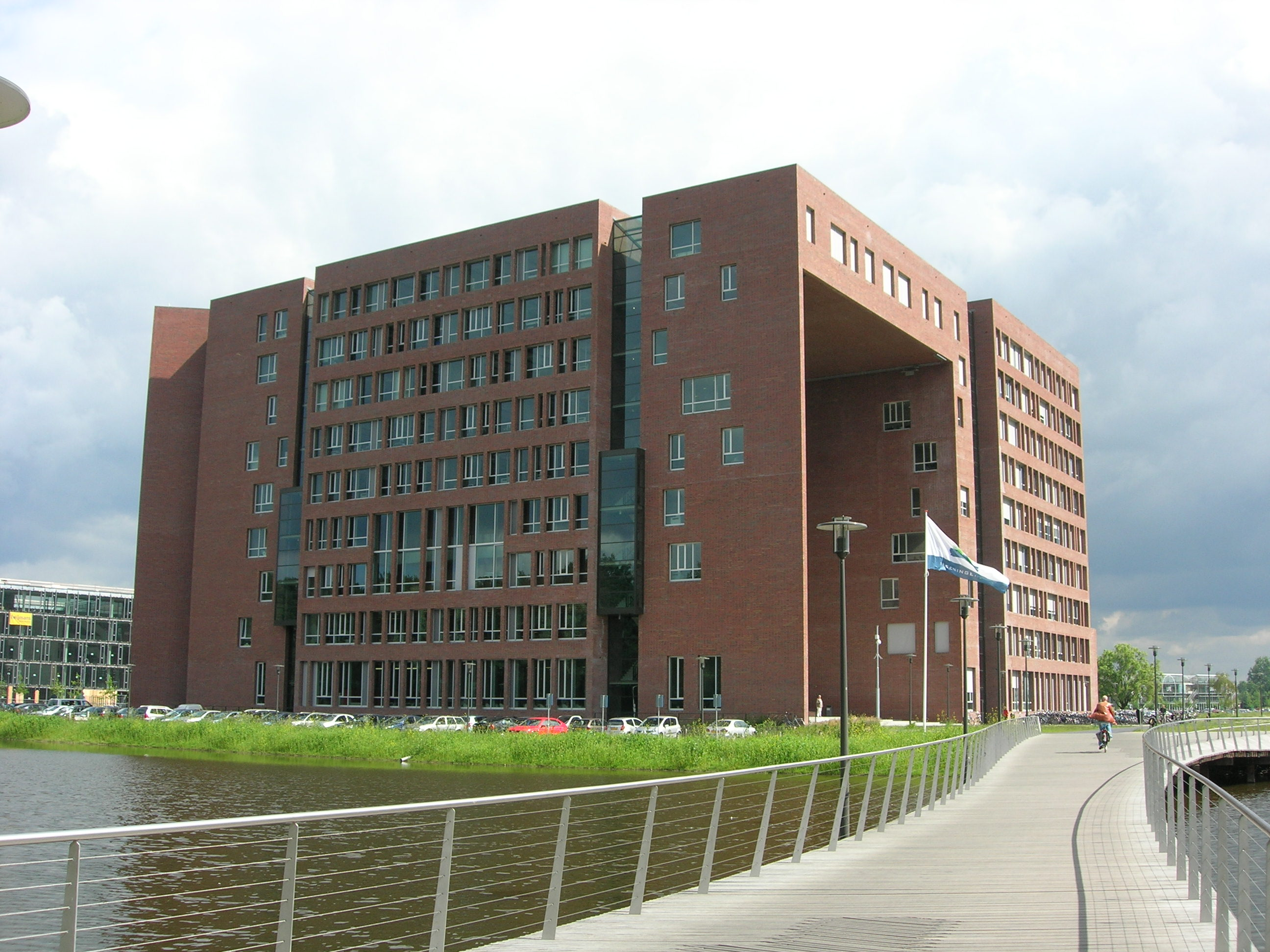
Le Forum Building, bâtiment principal de la WUR.
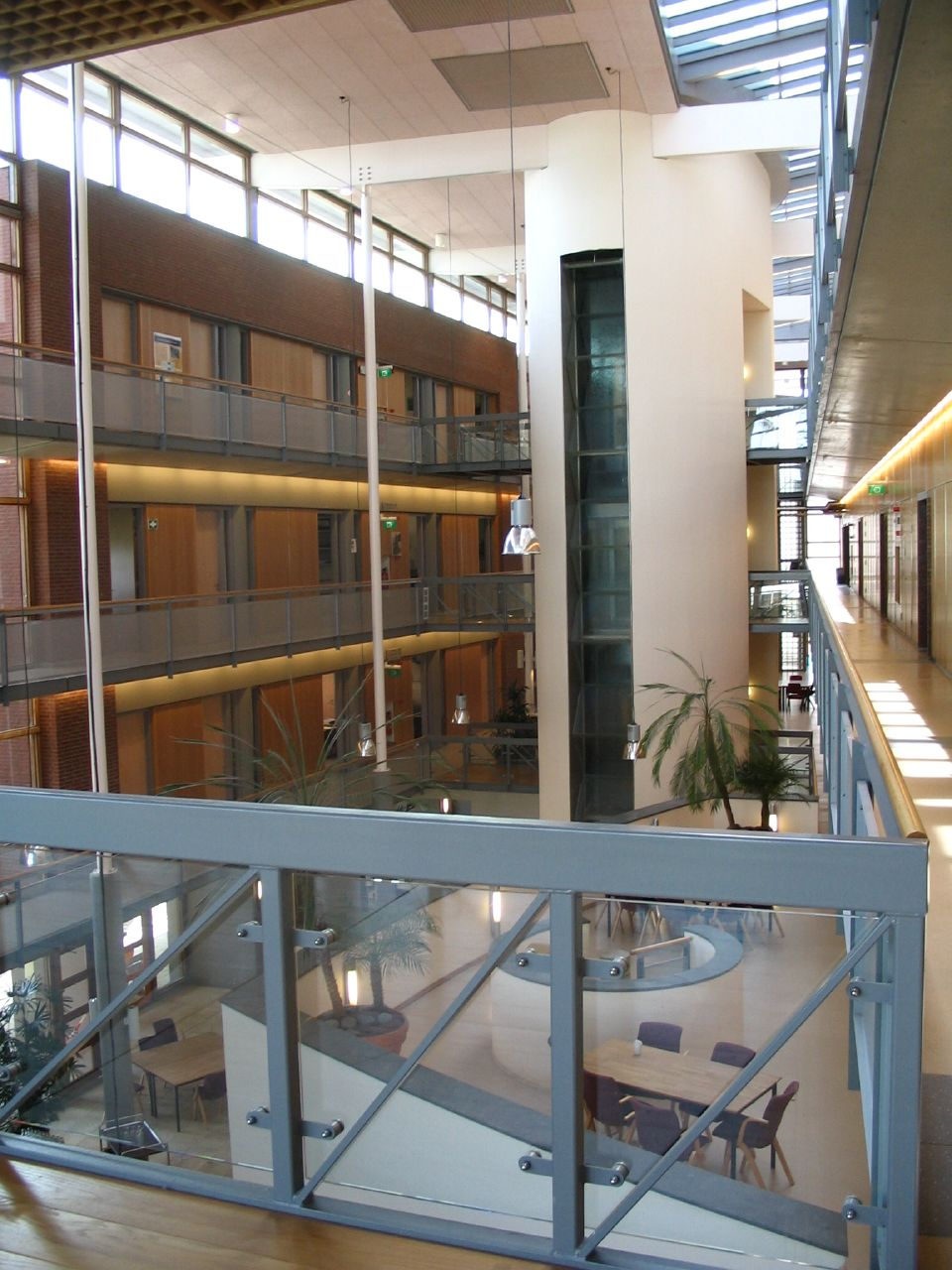
Cour intérieure du Gaia.
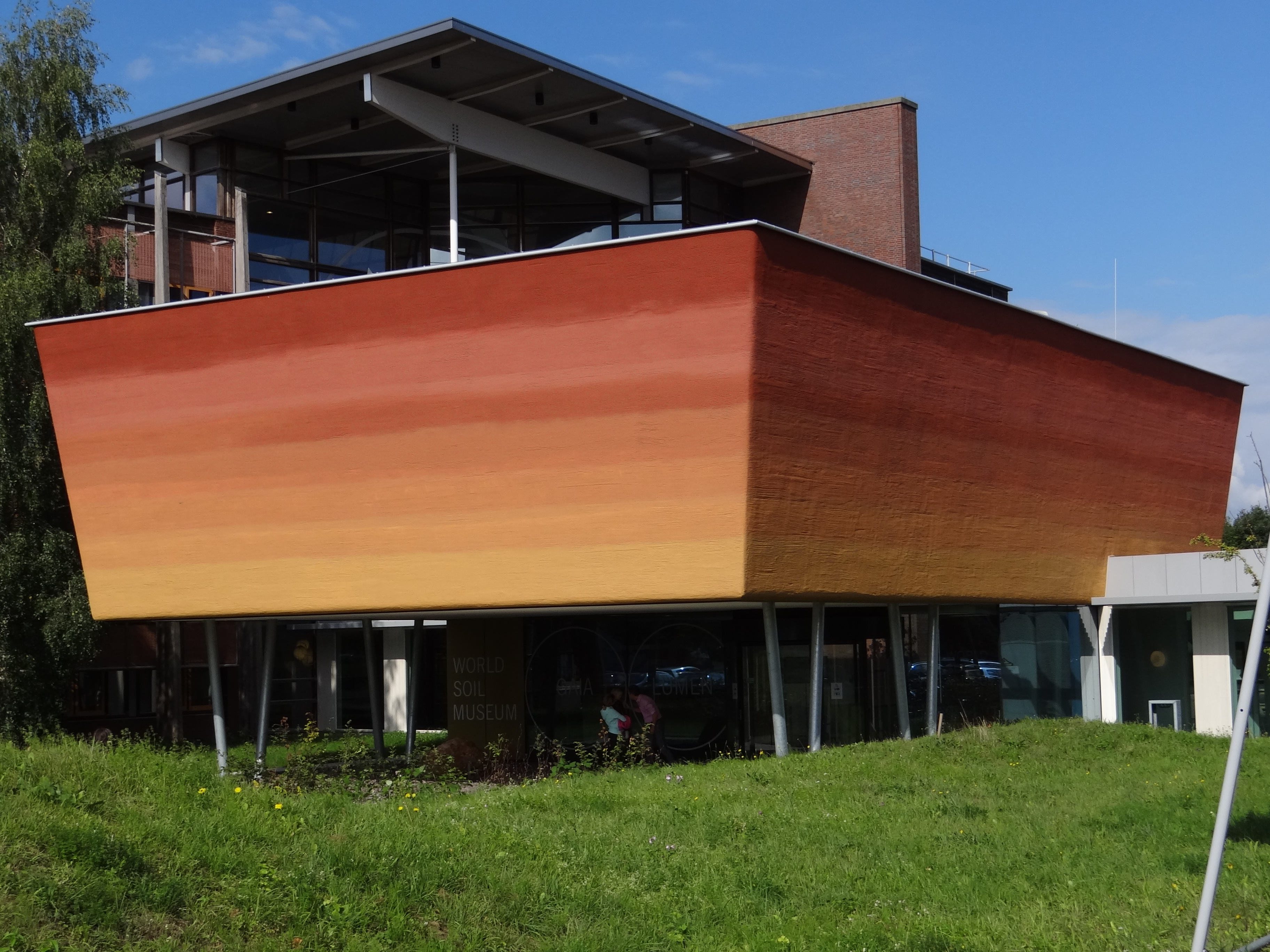
« New World Soil Museum ».
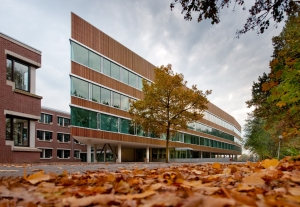
Le RIKILT.